# Montaña Rey
Montaña Rey – miejscowość (plaats) i osada (buurt) w dystrykcie Bandariba, w kraju autonomicznym Curaçao, należącym do Holandii, w Ameryce Południowej. 20 października 2023 r. liczyła 4686 mieszkańców.

## Osady
Sześć osad (wijk) wchodzi w skład miejscowości:
| Lp. | Nazwa               | Powierzchnia km² | Liczba mieszkańców |
| --- | ------------------- | ---------------- | ------------------ |
| 1.  | Beurs               | 0,10             | 247                |
| 2.  | Katoentuin          | 0,17             | 132                |
| 3.  | Lang Leven          | 0,04             | 117                |
| 4.  | Montaña Rey         | 2,84             | 3879               |
| 5.  | Recompensa          | 0,42             | 782                |
| 6.  | Sosiegu bij Montana | 0,04             | 101                |